# Marion Schreiber
Marion Schreiber (* 1942 in Drossen bei Frankfurt/Oder; † 18. Juli 2005 in Brüssel) war eine deutsche Journalistin und Autorin.

## Leben
Schreiber wuchs im niedersächsischen Bad Pyrmont und in Wolfsburg auf. Sie studierte Germanistik, Romanistik und Publizistik in Freiburg, Göttingen und an der Freien Universität Berlin. Anschließend arbeitete sie als freie Journalistin in Berlin und Bonn. Von 1970 bis 1986 war sie Redakteurin beim Spiegel und arbeitete für das Nachrichtenmagazin in der damaligen Bundeshauptstadt Bonn. Von 1986 bis 1998 war sie Spiegel-Korrespondentin in Brüssel. Ihr Buch Stille Rebellen aus dem Jahr 2000 über den Überfall auf den 20. Deportationszug nach Auschwitz erschien auch auf Englisch, Französisch, Niederländisch und Schwedisch.
Schreiber war Mutter dreier Söhne und lebte als freie Autorin in Brüssel.

## Werk
- Stille Rebellen. Der Überfall auf den 20. Deportationszug nach Auschwitz. Vorwort von Paul Spiegel. Aufbau, Berlin 2000. ISBN 978-3-351-02513-7.

## Hinweis
Bei der 1920 geborenen Autorin Marion Schreiber-Kellermann handelt es sich um eine andere Person.
| Personendaten    | Personendaten                         |
| ---------------- | ------------------------------------- |
| NAME             | Schreiber, Marion                     |
| KURZBESCHREIBUNG | deutsche Journalistin und Buchautorin |
| GEBURTSDATUM     | 1942                                  |
| GEBURTSORT       | Drossen                               |
| STERBEDATUM      | 18. Juli 2005                         |
| STERBEORT        | Brüssel                               |